# Mesogi
Mesogi (griechisch Μεσόγη) ist eine Gemeinde im Bezirk Paphos in der Republik Zypern. Bei der Volkszählung im Jahr 2021 hatte sie 1856 Einwohner.

## Name
Der Ortsname kommt von den Wörtern μέσον, was so viel wie „zwischen“ bedeutet – vielleicht in der Mitte zweier aufgelöster mittelalterlicher Siedlungen –, und γη, was so viel wie „Region“ bedeutet.

## Lage und Umgebung

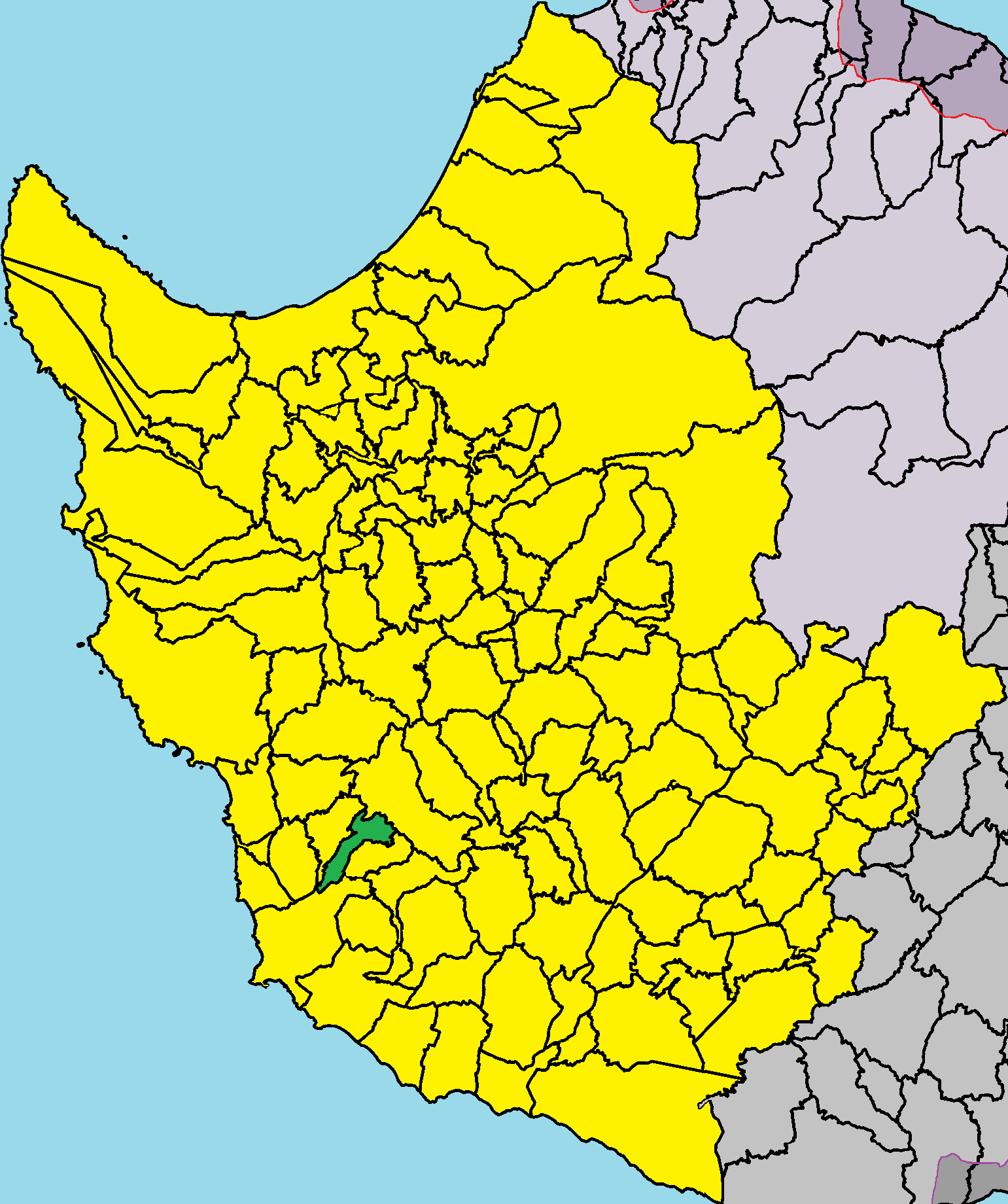
Lage im Bezirk Paphos

Mesogi liegt im Westen der Mittelmeerinsel Zypern auf einer Höhe von etwa 300 Metern, etwa 8 Kilometer nordöstlich von Paphos, 70 Kilometer nordwestlich von Limassol und 153 Kilometer südwestlich von Nikosia. Das 4,16521 Quadratkilometer große Dorf grenzt im Norden an Tsada, im Osten an Mesa Chorio, im Süden an Paphos und im Westen an Tremithousa. Das Dorf kann über die Straße B7 erreicht werden.
Die durchschnittliche jährliche Niederschlagsmenge beträgt etwa 540 Millimeter. In der Umgebung werden Weinreben, Zitrusfrüchte, Mandeln, Oliven, Walnüsse, Johannisbrot, Getreide, Zierpflanzen, Gemüse, Obstbäume und Hülsenfrüchte angebaut. Geologisch betrachtet wird das Gemeindegebiet von den Ablagerungen der Lefkara-Formation (Kreide, Mergel und Keratolithe), den Ablagerungen der Pachnas-Formation (wechselnde Schichten aus Kreide, Mergel und Sandstein), glazialen Kalksteinen der Terra-Formation und den Alluvialböden der Terrassen dominiert.

## Geschichte
Das Dorf wird – zumindest unter heutigem Namen – nicht in mittelalterlichen Quellen erwähnt. Somit ist es wahrscheinlich neuer und wurde möglicherweise während der osmanischen Zeit (1570/71) gegründet. Auf Gemeindegebiet gibt es jedoch zwei auf alten Karten eingezeichnete mittelalterliche Siedlungen mit den Namen Curia und Stefanos, die zur fränkischen Zeit Gutshöfe waren. Diese beiden Siedlungen scheinen während der Zeit der türkischen Besatzung aufgelöst worden zu sein und durch eine neue Siedlung, Mesogi, ersetzt worden zu sein.
Mesogi ist für seine Korbwaren bekannt. Man begann zu Beginn des 19. Jahrhunderts mit dem professionellen Korbflechten – zunächst als Männerberuf. Aus wirtschaftlichen und sozialen Gründen ging es später in die Hände von Frauen und Kindern über, während Männer als Lohnarbeiter und Handwerker arbeiteten. Die Gründe, die zur Entwicklung des Korbflechtens in der Gemeinde beitrugen, waren vor allem, dass das landwirtschaftliche Land Mesogi begrenzt ist und sich in den Händen weniger konzentrierte, und auch, dass das Schilf für die Herstellung reichlich vorhanden war. Noch heute stellen die Bewohner Gegenstände her, die für den Alltag nützlich sind.

### Bevölkerungsentwicklung
Aufgrund seiner geringen Entfernung zum Stadtzentrum von Paphos verzeichnete Mesogi ein kontinuierliches Bevölkerungswachstum.
Die folgende Tabelle zeigt die Bevölkerung des Dorfes, wie sie in den in Zypern durchgeführten Volkszählungen erfasst wurde.
| Jahr      | 1881 | 1891 | 1901 | 1911 | 1921 | 1931 | 1946 | 1960 | 1976 | 1982 | 1992 | 2001 | 2011 | 2021 |
| Einwohner | 248  | 307  | 355  | 367  | 400  | 439  | 546  | 585  | 640  | 752  | 1061 | 1208 | 1689 | 1856 |